# Евграфов, Георгий Константинович
Георгий Константинович Евграфов (1895—1967) — советский учёный в области мостостроения; доктор технических наук (1938), действительный член Академии строительства и архитектуры СССР (1957), заслуженный деятель науки и техники РСФСР (1958).

## Биография
Родился 22 августа (3 сентября) 1895 годаа в Кронштадте.
В 1922 году окончил Петроградский институт инженеров путей сообщения. С 1930 года находился в Москве, преподавал в Московском институте инженеров железнодорожного транспорта (с 1934 года — профессор), с 1930 года и до конца жизни был заведующим кафедры мостов. Одновременно работал в НИИ транспортного строительства (в 1931—1935 годах).
Занимался Г. К. Евграфов изучением воздействия различных нагрузок на мосты, расчетами мостовых конструкций и другими работами. Также руководил разработкой новых технологий в мостостроении, участвовал в проектировании многих крупных мостов в Москве — Крымского, Новоарбатского, метромоста через Москву-реку, двухъярусного моста у стадиона «Лужники», а также в других городах — мост через Оку в Нижнем Новгороде, мост через Волгу у Саратова, мост через Днепр в Запорожье и других. Был автором научных работ по различным аспектам мостостроения, среди которых «Курс разводных мостов» (1933), «Техника железных дорог» (1948), «Мосты на железных дорогах» (1955).
Жил в Москве на 1-й Брестской улице, 12. Умер 19 августа 1967 года в Москве. Похоронен в колумбарии Новодевичьего кладбища (130 секция).

## Награды
- орден Ленина
- орден Отечественной войны 1-й степени (28.12.1946)
- ещё три ордена
- медали